# Nicola Spedalieri
Nicola Spedalieri (Bronte, 6 dicembre 1740 – Roma, 26 novembre 1795) è stato un filosofo e presbitero italiano.

## Biografia
Nato Nicola Illuminato Vincenzo Giacomo Spitaleri (Spedalieri), a Bronte (CT) da Vincenzo Spitaleri e da Antonina Dinaro, studiò nell'Oratorio di S. Filippo Neri di Bronte e dal 1751 nel seminario di Monreale dove, dopo l'ordinazione sacerdotale, dal 1765 insegnò filosofia, teologia e matematica. Alcune sue tesi teologiche, considerate eretiche a Palermo, furono invece approvate e stampate nel 1772 a Roma con il titolo di Propositionum theologicarum specimen. Trasferitosi a Roma, nel 1774 entrò a far parte dell'Arcadia con il nome di Melanzio Alcioneo.
Nel dicembre 1784 Papa Pio VI gli diede il titolo di beneficiato della Basilica Vaticana - che comportava una modesta rendita mensile - e l'incaricò di scrivere la storia del prosciugamento dell'Agro pontino, che non riuscì a terminare e fu stampata soltanto nel 1800 col titolo De' Bonificamenti delle terre pontine. Nel 1778, contro l'Enciclopedia degli illuministi francesi, uscì la sua Analisi dell'Esame critico del signor Nicola Fréret sulle prove del Cristianesimo e nel 1779 il Ragionamento sopra l'arte di governare e il Ragionamento sulla influenza della Religione Cristiana nella società civile.
Nel 1784 scrisse la Confutazione dell'esame critico del cristianesimo fatto dal signor Eduardo Gibbon, contro la famosa opera del Gibbon sulla storia dell'Impero romano, la cui caduta veniva imputata dallo storico inglese all'influenza negativa della religione cristiana.
Al filosofo è dedicato il liceo classico "Nicola Spedalieri", situato a Catania nei dintorni di via Plebiscito.

## Opere

### Dei diritti dell'uomo libri VI

Busto di Spedalieri nella Biblioteca Nazionale di Roma

Nell'opera più importante Dei diritti dell'uomo, stampata nel 1791 e pubblicata a Roma ma, per volontà del papa, con la falsa indicazione di Assisi, Spedalieri si rifece alle concezioni rousseauiane relativamente alla dottrina del contratto sociale come origine della società, ma contestandone la tesi di un originario stato di natura a cui occorrerebbe tornare, perché soltanto all'interno della società civile l'uomo può realizzare i suoi bisogni di felicità e di perfezione.
Scrive infatti che «Lo stato, a cui è destinato l'uomo dalla natura, è la Società Civile: ciò fu dimostrato; e vuol dire, che l'uomo non può rinunziare, generalmente parlando, alla Società Civile senza opporsi alla sua propria natura. È parte essenziale della costituzione sociale il Principato [...] il Popolo non ha diritto di disfare il Principato».
Se la forma migliore di governo è, secondo lo Spedalieri, il principato, e al principe il popolo affida «le tre facoltà di giudicare, di decretare e di eseguire», il popolo non può togliergli «il Principato a suo beneplacito, cioè quando gli pare, per motivi leggieri, senza motivi», perché violerebbe il patto sottoscritto, a meno che il principe non violi la condizione essenziale del contratto stipulato, il do ut facias, a meno che egli non faccia ciò che si era impegnato a fare in cambio della proprietà del principato: ossia, custodire «i diritti naturali di ciascuno» e dirigere «tutte le operazioni del Principato alla felicità de' sudditi».
Questa è la base del contratto, e se invece il principe «prendesse a distruggere i diritti naturali di ognuno, a sostituire il capriccio alle leggi, e ad immergere nella miseria i poveri sudditi, il contratto resterebbe sciolto da sé». Lo scioglimento del contratto non significa che il popolo eserciti per proprio conto il governo, ma che debba «investirne un altro con auspici migliori».
Ma chi deciderà che il contratto stabilito con il principe sia nullo? Intanto, osserva Spedalieri, che «il contratto siasi sciolto già da sé stesso, si dee legalmente dichiarare. Prima della quale dichiarazione a niuno è permesso di sottrarsi dall'ubbidienza del Principe. E il diritto di far tale dichiarazione non appartiene a verun privato, né alla unione di alcuni, né anco alla moltitudine». Solo un corpo che rappresenti tutti i sudditi può dichiarare lo scioglimento del patto con il principe: questo «vero corpo» sarà formato da «tutti i Magistrati, tutti gli Ordini de' Cittadini, le persone illuminate, probe, e non soggette all'impeto del momento [...] ogni colta Nazione nella Costituzione fondamentale, che dà a sé stessa, e che inerisce nel contratto che fa con la persona che vuole innalzare al Principato, e che questa giura di mantenere, sempre, forma un corpo o sia un Collegio, per così dire, immortale, che rappresenti permanentemente tutti gl'individui. Laonde basta che la dichiarazione si faccia da questo corpo, per esser legale».

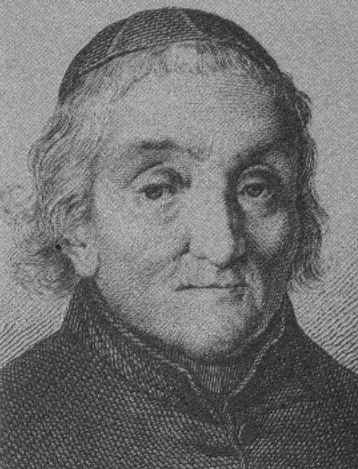
Pietro Tamburini

Qualora il principe resista e voglia mantenere il potere non più riconosciutogli, comportandosi così da tiranno, il «Corpo della Nazione» - mai però un singolo cittadino - potrà legittimamente giungere fino all'estrema soluzione di condannarlo a morte.
Spedalieri si mostrò avverso sia al dispotismo illuminato, che rifiutava tanto il principio della sovranità popolare quanto il primato della religione nel governo dello Stato, sia i princìpi laici della Rivoluzione francese. La garanzia di assicurare i diritti fondamentali dell'uomo è data, secondo lo Spedalieri, dalla religione cristiana che ha come princìpi essenziali l'amore e la carità verso il prossimo.
Spedalieri polemizzò anche contro i giansenisti che accusò di "giacobinismo" e di "spirito sovvertitore dei troni". Gli rispose con asprezza il teologo e giurista Pietro Tamburini nello scritto Lettere teologico politiche sulla presente situazione delle cose ecclesiastiche.
Il riconoscimento che la sovranità derivi dal popolo e che questi, attraverso i suoi delegati, possa giungere a rovesciarne il potere, procurarono allo Spedalieri violente critiche e inimicizie da parte dei circoli reazionari e in parte anche moderati, a Venezia il testo circolò ampiamente e venne attaccato dal polemista Francesco Boaretti. A causa dei severi giudizi, De' diritti dell'uomo, che ebbe alla sua uscita una notevole diffusione, incorse nel divieto di pubblicazione in buona parte dell'Europa; soltanto nella seconda metà dell'Ottocento esso poté nuovamente circolare, anche se in Italia, mutato il clima politico e culturale dopo i primi decenni del Novecento, venne nuovamente ignorato.
La morte improvvisa di Nicola Spedalieri fece nascere la diceria che il decesso fosse avvenuto per avvelenamento.